# Acca (botanica)
Acca (O.Berg, 1856) è un genere di piante appartenente alla famiglia delle Myrtaceae, diffuso negli stati sudamericani di Bolivia e Perù.

## Tassonomia
All'interno del genere Acca sono incluse due sole specie:
- Acca lanuginosa (Ruiz & Pav. ex G.Don) McVaugh
- Acca macrostema (Ruiz & Pav. ex G.Don) McVaugh